# Ilie Năstase
Pour les articles homonymes, voir Năstase.
Ilie Năstase (iˈli.e nəsˈtase ), né le 19 juillet 1946 à Bucarest, est un joueur de tennis professionnel roumain.
Premier numéro 1 mondial du classement ATP (Association of Tennis Professionals), il remporta notamment l'US Open en 1972 et le tournoi de Roland-Garros en 1973. Il gagna 87 tournois (dont 57 tournois enregistrés par l'ATP) en simple et 55 en double messieurs (dont 47 enregistrés à l'ATP) au cours de sa carrière.
Năstase se distinguait sur le court par son sens du spectacle, n'hésitant ni à amuser le public ni à s'en prendre verbalement à l'arbitre. Il fut le premier sportif professionnel à signer un contrat avec Nike en 1972.

## Carrière
Ilie Năstase commence sa carrière internationale en 1966, à vingt ans. Auparavant il n'a pas pu participer aux tournois de jeunes hors bloc de l'Est. Par la suite il participe à la Coupe Davis, avec son compatriote Ion Țiriac, où les professionnels sous contrat ne sont pas admis. Avec l'équipe de son pays, il dispute deux challenge-rounds en 1969 et en 1971 ainsi que la finale de 1972 mais ne remporte pas le trophée.
Năstase remporte son premier tournoi mineur à Cannes, le 16 avril 1967. Après avoir entrepris des études d'architecture, il obtient de statut de « joueur autorisé » par sa fédération en 1969 qui lui permet de jouer au tennis à plein temps.
Il réussit sa première véritable performance en disputant la finale du tournoi de Stockholm, le 1er novembre 1969, après avoir éliminé, entre autres, Tony Roche et Stan Smith.
Il intègre le club des 20 meilleurs joueurs du monde dès 1970 : la plupart des spécialistes le classent autour de la 6e place derrière le quatuor australien constitué de Rod Laver-Ken Rosewall-John Newcombe-Tony Roche et l'Américain Arthur Ashe grâce à ses succès à l'Italian Open à Rome et à l'U.S. Indoor Open à Salisbury. Malgré les difficultés posées par l'administration roumaine, il joue également beaucoup en double, en particulier avec Ion Țiriac. Ensemble ils remportent le double messieurs à Roland Garros cette année-là. Même s'il est sorti au stade des quarts de finale en simple, l'histoire d'amour de Năstase avec le tournoi parisien commence.
En 1971, il atteint la finale du tournoi de Roland Garros, mais le tournoi est dévalué par l'absence de 16 des 32 joueurs sous contrat avec la WCT. Il est battu en quatre sets par Jan Kodeš. À la suite d'une belle passe d'armes où les deux joueurs rivalisent d'adresse au filet et qui se termine par un plongeon du roumain, Kodeš est mis à contribution pour enlever à coups de serviette la terre battue du polo de son adversaire. La réputation d'amuseur de Năstase est sans doute née ce jour-là. Il remporte aussi son premier Masters du Grand Prix où les « joueurs WCT » sont encore absents car ils sont obligés de participer d'abord à leur propre circuit WCT.
Les deux années suivantes, il atteint son apogée.
En 1972, l'athlète roumain s'impose comme le deuxième meilleur joueur du monde (voir Joueurs de tennis numéros 1 mondiaux). Il s'incline face à Stan Smith 4-6, 6-3, 6-3, 4-6, 7-5 en finale de Wimbledon, tournoi interdit cette année-là à tous les joueurs WCT ; mais surtout il remporte l'U.S. Open qui est le seul tournoi de toute l'année où tous les meilleurs joueurs du monde sans exception participent. Il bat dans une finale mémorable Arthur Ashe (6-3, 3-6, 6-7, 6-4, 6-3), alors joueur WCT. En Coupe Davis, encore fermée aux joueurs WCT, Năstase gagne tous ses simples, à l'exception de celui qui l'oppose à Stan Smith en finale. Il remporte un deuxième Masters (comme en 1971 sans joueurs WCT) en battant pour la première fois de l'année Smith qui a donc gagné 4 rencontres sur 5 face au Roumain en 1972.

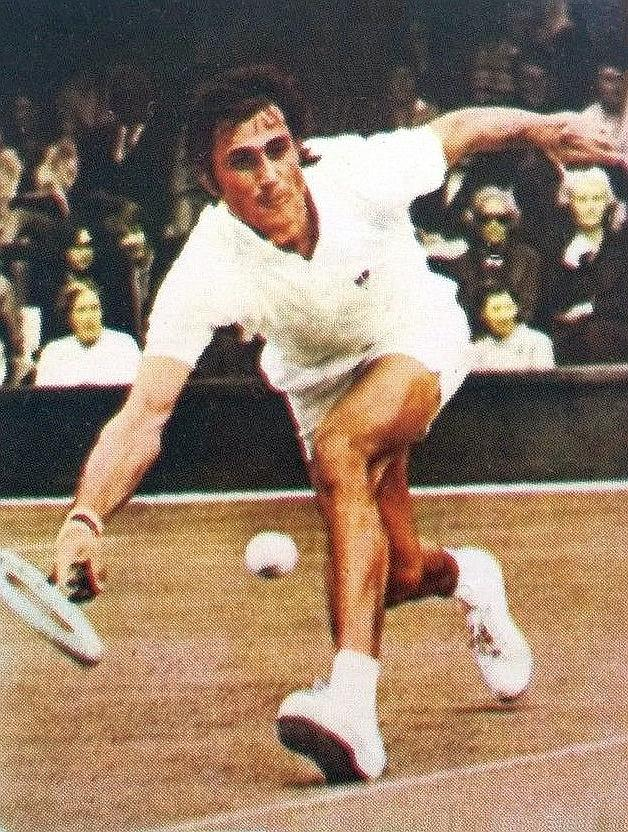
Ilie Năstase en 1973.

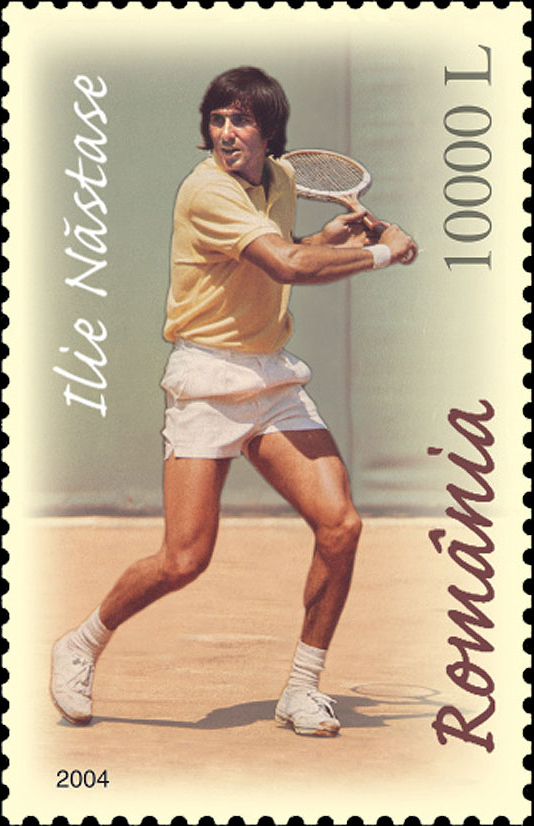
Timbre-poste roumain représentant Ilie Năstase (2004).

En 1973, Wimbledon, avec le boycott d'environ 80 joueurs de l'ATP et donc la présence d'uniquement 4 des 20 meilleurs joueurs du monde, et l'Open d'Australie, avec seulement 2 des 20 meilleurs du monde, ne méritent pas l'appellation de tournois du Grand Chelem ; les 5 plus grandes épreuves de l'année sont l'U.S. Open, Roland Garros, le Masters, cette fois accessible à tous les joueurs, les finales WCT de Dallas, qui sont le « Masters du circuit WCT », et la Coupe Davis, pour la première fois ouverte à tous les joueurs y compris les professionnels sous contrat. En remportant deux de ses épreuves, Roland Garros et le Masters, plus 15 autres tournois, soit 17 tournois (14 recensés par l'ATP plus Washington D.C., Istanbul, et Kingston), Ilie Năstase s'affirme comme le numéro 1 mondial incontestable en 1973. À Roland Garros notamment il est le premier à gagner le tournoi sans perdre une manche, Björn Borg l'imitera en 1978 et 1980. Il remporte facilement la finale 6-3, 6-3, 6-0 contre le Yougoslave Nikola Pilić. Il réalise un triplé inédit dans l'ère Open en gagnant successivement Roland Garros, Rome et le tournoi du Queen's (les deux premiers tournois sur terre battue et le troisième sur gazon). En Coupe Davis, il gagne 7 simples, dont 1 face à Tom Okker, sur 8, mais la Roumanie échoue en demi-finale. Dans les face-à-face il mène 1-0 face à Newcombe et partage les victoires, 1-1, avec Smith, ses deux plus grands rivaux. Le « Bouffon de Bucarest » devient le joueur le plus populaire au sein du public, séduit par son style exubérant et son apparente décontraction, mais les joueurs, agacés par son attitude, le snobent pendant un an dans les vestiaires.
1974 est la première année du déclin malgré ses qualifications à la fois aux finales WCT à Dallas et au Masters du Grand Prix qu'il est le seul à réaliser cette année-là (Newcombe participe aux deux événements aussi mais est invité, en tant que joueur local, au Masters, car il n'était pas qualifié). Ilie Năstase s'illustre au Masters, notamment dans sa demi-finale contre Newcombe (sur l'ensemble de leur carrière Năstase a battu Newcombe 4 fois sur 5 en ne perdant que la première confrontation en 1969). Le Roumain perd de justesse en finale au cinquième set face à Guillermo Vilas, l'Argentin disputant probablement le meilleur match de toute sa carrière.
Pour la cinquième année consécutive, le tennisman dispute la finale du Masters 1975, snobé pour la deuxième année de suite par Jimmy Connors, et remporte un 4e titre en jouant lui aussi dans ce tournoi probablement le meilleur match de sa carrière face à Björn Borg qu'il domine 6-2, 6-2, 6-1.
Dans la première moitié de 1976, Năstase remporte quatre tournois : Atlanta WCT, Avis Challenge Cup WCT, U.S. Open Indoor et La Costa. Face aux meilleurs de l'époque il affiche un bilan strictement positif puisqu'il mène 2 matchs à 1 face à Connors, 1-0 face à Vilas, 1-0 face à Ashe (en finale de l'Avis Cup, tournoi WCT hors ATP) et 2-0 face à Borg (en demi-finale de l'Avis Challenge Cup WCT le 16 mai et en exhibition à Copenhague le 28 avril). Mais il ne participe pas aux deux premiers tournois du Grand Chelem de l'année, à savoir l'Open d'Australie, boudé par les meilleurs, et Roland Garros, parce qu'il ne s'est pas rendu compte que son contrat avec WTT l'empêche de disputer son tournoi préféré. Dans la deuxième moitié de l'année 1976, il dispute les deux autres tournois du Grand Chelem, les deux plus grands de l'époque, à savoir Wimbledon et l'U.S. Open ; il atteint respectivement la finale et la demi-finale, battu par Björn Borg à chaque fois, qui prend sa revanche des rencontres précédentes perdues face au Roumain. Năstase est généralement considéré par les spécialistes comme le 3e joueur du monde derrière Connors et Borg en 1976.
En 1977, les spécialistes classent Ilie Năstase entre la 10e et la 15e place mondiale (9e à l'ATP) grâce à ses quarts de finale à Wimbledon et à Roland Garros et à sa qualification aux finales de Dallas.
1978 est la dernière année où l'athlète figure encore dans le Top 20, notamment grâce à sa victoire en huitièmes de finale sur le gazon de Wimbledon aux dépens du canonnier Roscoe Tanner avant de céder en quarts de finale du tournoi face à son vieux rival depuis ses débuts, le « Hollandais volant » (the Flying Dutchman), Tom Okker.
Par la suite, le Roumain décline régulièrement et ne remporte qu'occasionnellement de belles victoires comme celle sur Johan Kriek au troisième tour de l'US Open 1982.
Il prend sa retraite en octobre 1985 au tournoi de Toulouse, à 39 ans, avant un baroud d'honneur en juin 1988 au tournoi challenger de Dijon.
Il est membre de l'International Tennis Hall of Fame depuis 1991.

## Caractéristiques

### Jeu
Ilie Năstase fut capable de jouer tous les coups du tennis à part peut-être la volée qui était un peu faible mais à son apogée il compensa cette relative faiblesse par une rapidité extraordinaire sur le court et une superbe anticipation. Il fut un des rares joueurs sinon l'unique capable d'exécuter régulièrement des lobs d'attaque ou défensif des deux côtés du court à la fois en coup droit et en revers. Sa véritable faiblesse provenait de son mental avec des sautes de concentration ou des inhibitions lors de matchs à grand enjeu comme lors de son simple face à Stan Smith en finale de la Coupe Davis 1972 ou lors de sa deuxième finale à Wimbledon en 1976.

### Équipier
Ilie Năstase et Jimmy Connors jouèrent souvent ensemble en double au début des années 1970 et jouèrent souvent sur le circuit hivernal américain du promoteur et manager Bill Riordan.

## Divers

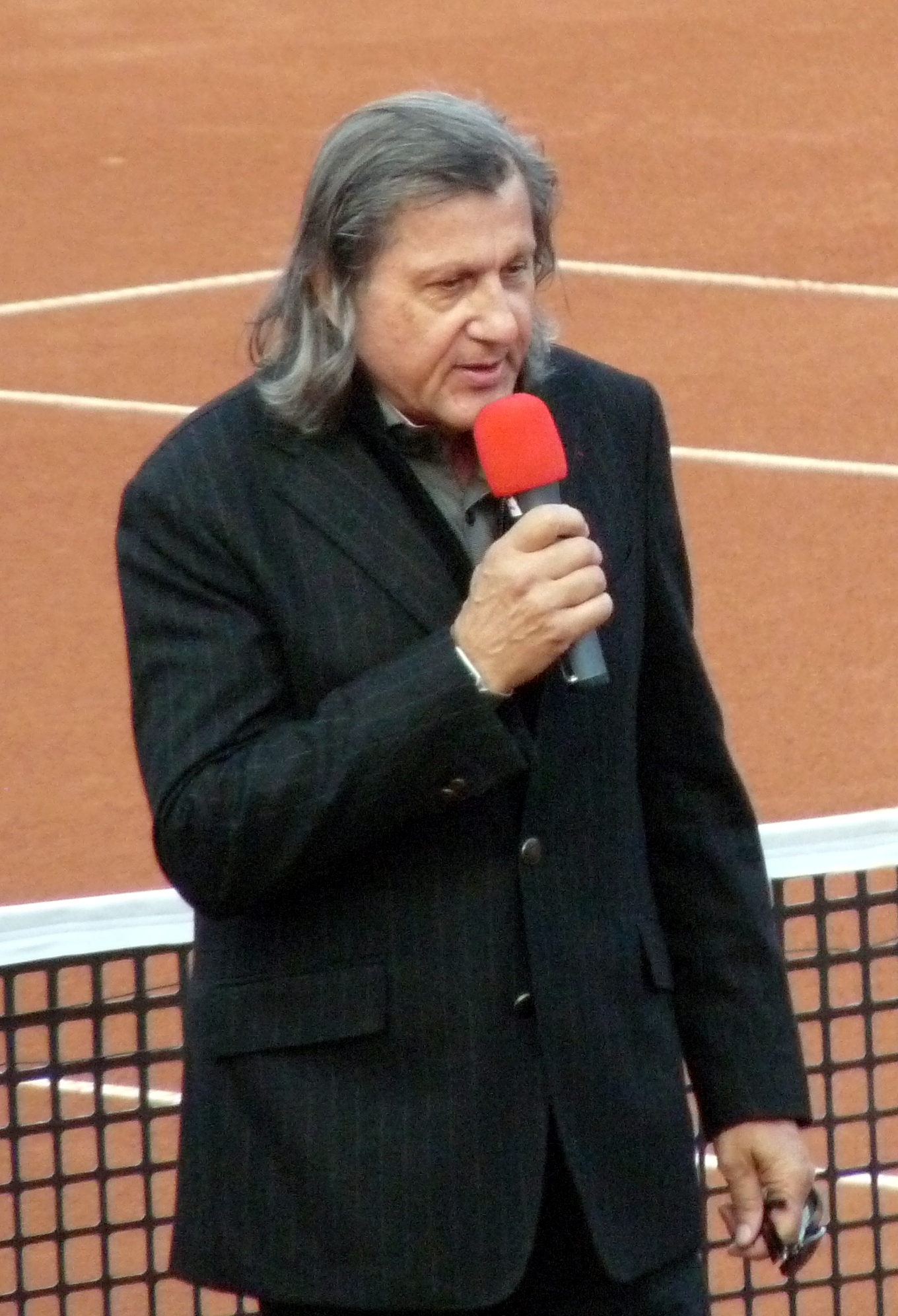
Ilie Năstase en 2009 à Roland-Garros.

- Ilie Năstase fut le premier sportif professionnel à signer un contrat avec Nike en 1972[1].
- Il entre en politique en 1990 et est candidat à la mairie de Bucarest en 1996, où il échoue[2]. Il revient vers le tennis et devient président de la Fédération roumaine de tennis[réf. nécessaire].
- Ayant commencé le tennis au club militaire de Steaua, il progresse au fil de ses victoires dans la hiérarchie militaire roumaine, finissant avec le grade de major général. Il est retraité en 2008[2].
- Il a vécu trente ans à Paris et ses cinq enfants y sont nés. Il vit depuis à Bucarest[2].
- En 2004, il épouse en troisièmes noces le jeune mannequin roumain Amalia Teodorescu, de trente ans sa cadette. La soirée a eu lieu à Roland-Garros, la veille de la finale messieurs[réf. nécessaire].
- Le mardi 12 janvier 2008, il démissionne de son poste de président de la fédération roumaine de tennis à la suite de problèmes avec les journalistes roumains ainsi que la justice[réf. nécessaire].
- En avril 2017, l'International Tennis Federation (ITF) ouvre une enquête contre Ilie Năstase après ses propos sur la joueuse de tennis Serena Williams, qui attend son premier enfant avec son fiancé Alexis Ohanian. Capitaine de l’équipe de Roumanie de Fed Cup, Năstase avait déjà, en mars 2017, accusé Serena Williams de se doper ; il se laisse de nouveau aller à un commentaire déplacé au sujet de la grossesse de l’Américaine, le vendredi 21 avril 2017 à Constanta, dans l’est de la Roumanie, déclarant lors de la conférence de presse d'avant match avec la Grande-Bretagne, à propos de l'enfant à venir de Williams : « De quelle couleur sera-t-il ? Chocolat au lait ? ». Il est aussi l'auteur de remarques déplacées au sujet de la capitaine britannique, Anne Keothavong. Le lendemain, 22 avril, il est exclu de la rencontre face à la Grande-Bretagne après plusieurs incidents et un « comportement anti-sportif » dénoncé par la fédération internationale. L'ex-gloire du tennis roumain s'en est pris à l'arbitre et à deux joueuses britanniques, provoquant une interruption du match. Son accréditation lui a été retirée et il ne pourra plus assister aux rencontres[3],[4],[5],[6].

## Récompenses et hommages
- En 1969, 1972, 1974 et 1975, Ilie Năstase est élu « sportif roumain de l'année »[réf. nécessaire].
- Dans les années 1980, l'équipementier allemand Adidas lui dédie un modèle de chaussure de tennis[7] ; ce modèle sera le plus contrefait au monde[réf. nécessaire].
- En 1981, il reçoit le Prix Orange et le Prix Citron à Roland-Garros[8].
- En 1990, il obtient, toujours à Roland-Garros, le Prix de la décennie. Ce trophée revient au joueur qui, sur dix ans, a su imposer son style et son talent tennistique, son fair-play, et dont le nom restera gravé dans le Grand Livre du tennis[réf. nécessaire].
- En juin 2010, il fait partie du top 10 des plus grands séducteurs au monde d'après le magazine Maxim : il est alors 6e avec près de 2 500 conquêtes supposées[9].
- En 2024, l'un des groupes de joueurs du tournoi ATP Finals 2024[10] porte son nom.

## Distinctions
- 2009 : Chevalier de la Légion d'honneur[11]

## Parcours dans les tournois duGrand Chelem

### En simple
| Année | Open d'Australie | Open d'Australie | Internationaux de France | Internationaux de France | Wimbledon       | Wimbledon   | US Open         | US Open       | Open d'Australie | Open d'Australie |
| ----- | ---------------- | ---------------- | ------------------------ | ------------------------ | --------------- | ----------- | --------------- | ------------- | ---------------- | ---------------- |
| 1966  | —                | —                | 3e tour (1/16)           | C. Drysdale              | 1er tour (1/64) | T. Koch     | —               | —             | n.o.             | n.o.             |
| 1967  | —                | —                | 3e tour (1/16)           | J. Kodeš                 | 1er tour (1/64) | P. Curtis   | —               | —             | n.o.             | n.o.             |
| 1968  | —                | —                | 2e tour (1/32)           | D. Crealy                | —               | —           | —               | —             | n.o.             | n.o.             |
| 1969  | —                | —                | 1er tour (1/64)          | S. Matthews              | 3e tour (1/16)  | C. Graebner | 1/8 de finale   | K. Rosewall   | n.o.             | n.o.             |
| 1970  | —                | —                | 1/4 de finale            | C. Richey                | 1/8 de finale   | C. Graebner | —               | —             | n.o.             | n.o.             |
| 1971  | —                | —                | Finale                   | J. Kodeš                 | 2e tour (1/32)  | G. Goven    | 3e tour (1/16)  | R. Carmichael | n.o.             | n.o.             |
| 1972  | —                | —                | 2e tour (1/32)           | A. Panatta               | Finale          | S. Smith    | Victoire        | A. Ashe       | n.o.             | n.o.             |
| 1973  | —                | —                | Victoire                 | N. Pilić                 | 1/8 de finale   | S. Mayer    | 2e tour (1/32)  | A. Pattison   | n.o.             | n.o.             |
| 1974  | —                | —                | 1/4 de finale            | H. Solomon               | 1/8 de finale   | D. Stockton | 3e tour (1/16)  | R. Tanner     | n.o.             | n.o.             |
| 1975  | —                | —                | 3e tour (1/16)           | A. Panatta               | 2e tour (1/32)  | S. Stewart  | 1/4 de finale   | M. Orantes    | n.o.             | n.o.             |
| 1976  | —                | —                | —                        | —                        | Finale          | B. Borg     | 1/2 finale      | B. Borg       | n.o.             | n.o.             |
| 1977  | —                | —                | 1/4 de finale            | B. Gottfried             | 1/4 de finale   | B. Borg     | 2e tour (1/32)  | C. Barazzutti | —                | —                |
| 1978  | n.o.             | n.o.             | —                        | —                        | 1/4 de finale   | T. Okker    | —               | —             | —                | —                |
| 1979  | n.o.             | n.o.             | 1er tour (1/64)          | M. Orantes               | —               | —           | 2e tour (1/32)  | J. McEnroe    | —                | —                |
| 1980  | n.o.             | n.o.             | —                        | —                        | 3e tour (1/16)  | P. Fleming  | 2e tour (1/32)  | H. Solomon    | —                | —                |
| 1981  | n.o.             | n.o.             | 3e tour (1/16)           | T. Moor                  | 1er tour (1/64) | S. Mayer    | 1er tour (1/64) | M. Purcell    | 1er tour (1/32)  | C. Lewis         |
| 1982  | n.o.             | n.o.             | 2e tour (1/32)           | G. Forget                | 1er tour (1/64) | L. Bourne   | 1/8 de finale   | J. Connors    | —                | —                |
| 1983  | n.o.             | n.o.             | 3e tour (1/16)           | G. Vilas                 | —               | —           | 1er tour (1/64) | P. Fleming    | —                | —                |
| 1984  | n.o.             | n.o.             | 1er tour (1/64)          | J. Higueras              | —               | —           | 1er tour (1/64) | P. Cash       | —                | —                |
| 1985  | n.o.             | n.o.             | —                        | —                        | —               | —           | 1er tour (1/64) | M. Bauer      | —                | —                |

N.B. : à droite du résultat se trouve le nom de l'ultime adversaire.

#### Victoires: 2
| Année | Date                 | Nom et lieu du tournoi                     | Surface      | Finaliste    | Score                   |
| ----- | -------------------- | ------------------------------------------ | ------------ | ------------ | ----------------------- |
| 1972  | 30 août-10 septembre | US Open (Forest Hills)                     | Gazon        | Arthur Ashe  | 3-6, 6-3, 6-7, 6-4, 6-3 |
| 1973  | 21 mai-3 juin        | Internationaux de France de tennis (Paris) | Terre battue | Nikola Pilić | 6-3, 6-3, 6-0           |

#### Finales: 3
| Année | Date              | Nom et lieu du tournoi             | Surface      | Vainqueur  | Score                   |
| ----- | ----------------- | ---------------------------------- | ------------ | ---------- | ----------------------- |
| 1971  | 24 mai-6 juin     | Internationaux de France de tennis | Terre battue | Jan Kodeš  | 8-6, 6-2, 2-6, 7-5      |
| 1972  | 26 juin-9 juillet | Wimbledon                          | Gazon        | Stan Smith | 4-6, 6-3, 6-3, 4-6, 7-5 |
| 1976  | 21 juin-3 juillet | Wimbledon                          | Gazon        | Björn Borg | 6-4, 6-2, 9-7           |

### En double
Parcours en double à partir de 1968.
| Année | Open d'Australie | Open d'Australie | Internationaux de France                                                            | Internationaux de France                                                          | Wimbledon                                                                          | Wimbledon                                                                         | US Open | US Open | Open d'Australie | Open d'Australie |
| ----- | ---------------- | ---------------- | ----------------------------------------------------------------------------------- | --------------------------------------------------------------------------------- | ---------------------------------------------------------------------------------- | --------------------------------------------------------------------------------- | ------- | ------- | ---------------- | ---------------- |
| 1968  | —                | —                | 1/2 finale I. Țiriac \|\| style="text-align:left;" \| R. Emerson R. Laver           | —                                                                                 | —                                                                                  | —                                                                                 | —       | n.o.    | n.o.             |                  |
| 1969  | —                | —                | 1/2 finale I. Țiriac \|\| style="text-align:left;" \| R. Emerson R. Laver           | 1er tour (1/32) I. Țiriac \|\| style="text-align:left;" \| G. Stilwell Wooldridge | 1er tour (1/32) I. Țiriac \|\| style="text-align:left;" \| J. Kodeš J. Kukal       | n.o.                                                                              | n.o.    |         |                  |                  |
| 1970  | —                | —                | Victoire I. Țiriac                                                                  | A. Ashe C. Pasarell                                                               | 1/2 finale I. Țiriac \|\| style="text-align:left;" \| K. Rosewall F. Stolle        | 1er tour (1/32) I. Țiriac \|\| style="text-align:left;" \| P. Cornejo J. Fillol   | n.o.    | n.o.    |                  |                  |
| 1971  | —                | —                | 2e tour (1/32) I. Țiriac \|\| style="text-align:left;" \| J. Spalding K. West       | 1/4 de finale I. Țiriac \|\| style="text-align:left;" \| Alexander P. Dent        | 1/4 de finale I. Țiriac \|\| style="text-align:left;" \| B. Hewitt F. McMillan     | n.o.                                                                              | n.o.    |         |                  |                  |
| 1972  | —                | —                | 2e tour (1/16) I. Țiriac \|\| style="text-align:left;" \| Hombergen B. Mignot       | 1/8 de finale W. Bungert \|\| style="text-align:left;" \| J. Gisbert M. Orantes   | 1/2 finale I. Țiriac \|\| style="text-align:left;" \| C. Drysdale R. Taylor        | n.o.                                                                              | n.o.    |         |                  |                  |
| 1973  | —                | —                | Finale J. Connors                                                                   | Newcombe T. Okker                                                                 | Victoire J. Connors                                                                | J. Cooper N. Fraser                                                               | —       | —       | n.o.             | n.o.             |
| 1974  | —                | —                | 1/4 de finale J. Gisbert \|\| style="text-align:left;" \| D. Crealy O. Parun        | 1/2 finale J. Connors \|\| style="text-align:left;" \| Newcombe T. Roche          | —                                                                                  | —                                                                                 | n.o.    | n.o.    |                  |                  |
| 1975  | —                | —                | 1/4 de finale Metreveli \|\| style="text-align:left;" \| Gottfried R. Ramírez       | 2e tour (1/16) J. Connors \|\| style="text-align:left;" \| D. Crealy N. Pilić     | Victoire J. Connors                                                                | T. Okker M. Riessen                                                               | n.o.    | n.o.    |                  |                  |
| 1976  | —                | —                | —                                                                                   | —                                                                                 | 2e tour (1/16) J. Connors \|\| style="text-align:left;" \| S. Ball N. Pilić        | 2e tour (1/16) Gerulaitis \|\| style="text-align:left;" \| P. Kronk C. Letcher    | n.o.    | n.o.    |                  |                  |
| 1977  | —                | —                | 1/2 finale B. Hewitt \|\| style="text-align:left;" \| Gottfried R. Ramírez          | —                                                                                 | —                                                                                  | —                                                                                 | —       | —       | —                |                  |
| 1978  | n.o.             | n.o.             | —                                                                                   | —                                                                                 | —                                                                                  | —                                                                                 | —       | —       | —                | —                |
| 1979  | n.o.             | n.o.             | 2e tour (1/16) I. Țiriac \|\| style="text-align:left;" \| J. Fillol Á. Fillol       | —                                                                                 | —                                                                                  | 1er tour (1/32) I. Țiriac \|\| style="text-align:left;" \| Buehning P. Rennert    | —       | —       |                  |                  |
| 1980  | n.o.             | n.o.             | —                                                                                   | —                                                                                 | 1er tour (1/32) B. Mottram \|\| style="text-align:left;" \| B. Prajoux F. González | 1/8 de finale T. Okker \|\| style="text-align:left;" \| Günthardt F. Stolle       | —       | —       |                  |                  |
| 1981  | n.o.             | n.o.             | 1/2 finale J. L. Clerc \|\| style="text-align:left;" \| Günthardt B. Taróczy        | 2e tour (1/16) J. L. Clerc \|\| style="text-align:left;" \| Gottfried R. Ramírez  | 1er tour (1/32) A. Panatta \|\| style="text-align:left;" \| Giammalva              | —                                                                                 | —       |         |                  |                  |
| 1982  | n.o.             | n.o.             | 1/8 de finale J. L. Clerc \|\| style="text-align:left;" \| Edmondson B. Manson      | —                                                                                 | —                                                                                  | 2e tour (1/16) C. Panatta \|\| style="text-align:left;" \| K. Curren S. Denton    | —       | —       |                  |                  |
| 1983  | n.o.             | n.o.             | 1/8 de finale J. L. Clerc \|\| style="text-align:left;" \| E. Fromm Glickstein      | —                                                                                 | —                                                                                  | 1er tour (1/32) A. Gómez \|\| style="text-align:left;" \| S. Mayer F. Taygan      | —       | —       |                  |                  |
| 1984  | n.o.             | n.o.             | 1/8 de finale J. L. Clerc \|\| style="text-align:left;" \| S. Stewart Edmondson     | —                                                                                 | —                                                                                  | 1er tour (1/32) A. Panatta \|\| style="text-align:left;" \| J. Jones K. Jones     | —       | —       |                  |                  |
| 1985  | n.o.             | n.o.             | 2e tour (1/16) J. L. Clerc \|\| style="text-align:left;" \| S. Glickstein Simonsson | —                                                                                 | —                                                                                  | 1er tour (1/32) J. Navrátil \|\| style="text-align:left;" \| S. Meister C. Wittus | —       | —       |                  |                  |

N.B. : le nom du ou de la partenaire se trouve sous le résultat ; les noms des ultimes adversaires se trouvent à droite.

#### Victoires: 3
| Année | Date                | Nom et lieu du tournoi             | Surface      | Partenaire    | Finalistes                   | Score                   |
| ----- | ------------------- | ---------------------------------- | ------------ | ------------- | ---------------------------- | ----------------------- |
| 1970  | 25 mai-7 juin       | Internationaux de France de tennis | Terre battue | Ion Țiriac    | Arthur Ashe Charlie Pasarell | 6-2, 6-4, 6-3           |
| 1973  | 25 juin-8 juillet   | Wimbledon                          | Gazon        | Jimmy Connors | John Cooper Neale Fraser     | 3-6, 6-3, 6-4, 8-9, 6-1 |
| 1975  | 27 août-8 septembre | US Open (Forest Hills)             | Terre battue | Jimmy Connors | Tom Okker Marty Riessen      | 6-4, 7-6                |

#### Finales: 2
| Année | Date          | Nom et lieu du tournoi             | Surface      | Partenaire    | Vainqueurs                    | Score                   |
| ----- | ------------- | ---------------------------------- | ------------ | ------------- | ----------------------------- | ----------------------- |
| 1966  | 20 mai-5 juin | Internationaux de France de tennis | Terre battue | Ion Țiriac    | Clark Graebner Dennis Ralston | 6-3, 6-3, 6-0           |
| 1973  | 21 mai-3 juin | Internationaux de France de tennis | Terre battue | Jimmy Connors | John Newcombe Tom Okker       | 6-1, 3-6, 6-3, 5-7, 6-4 |

### En double mixte

#### Victoires: 2
| Année | Date              | Nom et lieu du tournoi | Surface | Partenaire      | Finalistes                   | Score         |
| ----- | ----------------- | ---------------------- | ------- | --------------- | ---------------------------- | ------------- |
| 1970  | 22 juin-4 juillet | Wimbledon              | Gazon   | Rosemary Casals | Olga Morozova Alex Metreveli | 6-3, 4-6, 9-7 |
| 1972  | 26 juin-8 juillet | Wimbledon              | Gazon   | Rosemary Casals | Evonne Goolagong Kim Warwick | 6-4, 6-4      |

#### Finale: 1
| Année | Date                 | Nom et lieu du tournoi | Surface | Partenaire      | Vainqueurs                   | Score    |
| 1972  | 28 août-10 septembre | US Open (Forest Hills) | Gazon   | Rosemary Casals | Margaret Court Marty Riessen | 6-3, 7-5 |

## Parcours aux Masters
| Masters Cup | Masters Cup | Masters Cup     |
| Année       | Résultat    | Adversaire      |
| ----------- | ----------- | --------------- |
| 1971        | Victoire    | Stan Smith      |
| 1972        | Victoire    | Stan Smith      |
| 1973        | Victoire    | Tom Okker       |
| 1974        | Finale      | Guillermo Vilas |
| 1975        | Victoire    | Björn Borg      |

## Détail de ses performances en Grand Chelem et au Masters
| Tournoi                            | 1966 | 1967 | 1968 | 1969 | 1970 | 1971 | 1972 | 1973 | 1974 | 1975 | 1976 | 1977 | 1978 | 1979 | 1980 | 1981 | 1982 | 1983 | 1984 | 1985 | Carrière | V-D   |
| ---------------------------------- | ---- | ---- | ---- | ---- | ---- | ---- | ---- | ---- | ---- | ---- | ---- | ---- | ---- | ---- | ---- | ---- | ---- | ---- | ---- | ---- | -------- | ----- |
| Open d'Australie                   | -    | -    | -    | -    | -    | -    | -    | -    | -    | -    | -    | -    | -    | -    | -    | 1T   | -    | -    | -    | -    | 0        | 0-1   |
| Internationaux de France de tennis | 3T   | 3T   | 2T   | 1T   | QF   | F    | 2T   | V    | QF   | 3T   | -    | QF   | -    | 1T   | -    | 3T   | 2T   | 3T   | 1T   | -    | 1        | 37-15 |
| Wimbledon                          | 1T   | 1T   | -    | 3T   | 4T   | 2T   | F    | 4T   | 4T   | 2T   | F    | QF   | QF   | -    | 3T   | 1T   | 1T   | -    | -    | -    | 0        | 35-15 |
| US Open                            | -    | -    | -    | 4T   | -    | 3T   | V    | 2T   | 3T   | QF   | DF   | 2T   | -    | 2T   | 2T   | 1T   | 4T   | 1T   | 1T   | 1T   | 1        | 30-14 |
| Masters                            | -    | -    | -    | -    | -    | V    | V    | V    | F    | V    | -    | -    | -    | -    | -    | -    | -    | -    | -    | -    | 4        | 22-3  |

## Titres
Sources : ATP; Michel Sutter, Vainqueurs Winners 1946-2003, Paris 2003; John Barrett editor, World of Tennis Yearbooks, London 1977; Joe McCauley in Mr Nastase : The Autobiography by Ilie Nastase, Debbie Beckerman, 2004; ATP Official Guide to Professional Tennis 2004 (page G18).
Le terme de Challenger n'ayant pas existé avant les années 1980 et ayant été adopté par l'ATP pour les tournois secondaires depuis 1978[Quand ?], il n'a quasiment pas existé pendant la carrière de Năstase : l'expression utilisée ici sera « tournoi mineur ».
Il existe une petite controverse sur une victoire de Nastase en 1969 : selon Sutter il a remporté le tournoi de Denver et selon McCauley le tournoi d'Ancona.

### Titres en simple (1967-1978): 87
- (Voir Records de titres au tennis pour les joueurs les plus titrés de l'histoire)

#### Titres en simple ATP: 59
- (58 recensés par le site Web de l'ATP et *1 figurant dans l'ATP Player's Guide.)

|    | Année | Date                   | Nom et lieu du tournoi                                             | Surface         | Finaliste         | Score                    |
| -- | ----- | ---------------------- | ------------------------------------------------------------------ | --------------- | ----------------- | ------------------------ |
| 1  | 1969  | 10-16 mars             | * Barranquilla Colombia International (Colombie)                   | Terre battue    | Jan Kodeš         | 6-4, 6-4, 8-10, 2-6, 6-3 |
| 2  | 1970  | 15-22 février          | Salisbury U.S. National Indoor (États-Unis)                        | Moquette        | Cliff Richey      | 6-8, 3-6, 6-4, 9-7, 6-0  |
| 3  | 1970  | 20-27 avril            | Rome Italian Championships (Italie)                                | Terre battue    | Jan Kodeš         | 6-3, 1-6, 6-3, 8-6       |
| 4  | 1971  | 3-7 février            | Richmond WCT Fidelity Tournament(États-Unis)                       | Dur (int.)      | Arthur Ashe       | 3-6, 6-2, 6-4            |
| 5  | 1971  | 1-7 mars               | Hampton U.S. National Indoor (États-Unis)                          | Dur (int.)      | Clark Graebner    | 7-5, 6-4, 7-6            |
| 6  | 1971  | 29 mars-4 avr.         | Nice International Championships (France)                          | Terre battue    | Jan Kodeš         | 10-8, 11-9, 6-1          |
| 7  | 1971  | 5-11 avril             | Monte Carlo Open (France)                                          | Terre battue    | Tom Okker         | 3-6, 8-6, 6-1, 6-1       |
| 8  | 1971  | 5-11 juillet           | Bastad Swedish Open Championships (Suède)                          | Terre battue    | Jan Leschly       | 6-7, 6-2, 6-1, 6-4       |
| 9  | 1971  | 23-30 octobre          | Tournoi de tennis de Wembley (Londres) British Indoor (Angleterre) | Dur (int.)      | Rod Laver         | 3-6, 6-3, 3-6, 6-4, 6-4  |
| 10 | 1971  | 4-12 décembre          | Paris Masters (France)                                             | Moquette        | Stan Smith        | 5-7, 7-6, 6-3            |
| 11 | 1972  | 3-9 janvier            | Baltimore International Indoor (États-Unis)                        | Dur (int.)      | Jimmy Connors     | 1-6, 6-4, 7-6            |
| 12 | 1972  | 26 janvier-1er février | Omaha Nesbraka International (États-Unis)                          | Dur (int.)      | Ion Țiriac        | 7-5, 6-3                 |
| 13 | 1972  | 27 mars-2 avril        | Monte Carlo Open (France)                                          | Terre battue    | František Pala    | 6-1, 6-0, 6-3            |
| 14 | 1972  | 10-16 avril            | Madrid Melia Trophy (Espagne)                                      | Terre battue    | František Pala    | 6-0, 6-0, 6-1            |
| 15 | 1972  | 17-24 avril            | Nice International Championships (France)                          | Terre battue    | Jan Kodeš         | 6-0, 6-4, 6-3            |
| 16 | 1972  | 26-31 juillet          | Düsseldorf Open (Allemagne)                                        | Terre battue    | Jürgen Fassbender | 6-0, 6-2, 6-3            |
| 17 | 1972  | 14-20 août             | Toronto Rothmans Canadian Open (Canada)                            | Dur             | Andrew Pattison   | 6-4, 6-3                 |
| 18 | 1972  | 21-27 août             | South Orange Eastern Grass Court (États-Unis)                      | Gazon           | Manuel Orantes    | 6-4, 6-4                 |
| 19 | 1972  | 30 août-10 sep.        | US Open (Forest Hills) (États-Unis)                                | Gazon           | Arthur Ashe       | 3-6, 6-3, 6-4, 6-3       |
| 20 | 1972  | 11-17 septembre        | Seattle Rainier International (États-Unis)                         | Au              | Tom Gorman        | 6-4, 3-6, 6-3            |
| 21 | 1972  | 13-18 novembre         | Londres Dewar Cup (Angleterre)                                     | Moquette        | Tom Gorman        | 6-4, 6-3                 |
| 22 | 1972  | 28 nov-2 déc.          | Barcelone Masters (Espagne)                                        | Moquette        | Stan Smith        | 6-3, 6-2, 3-6, 2-6, 6-3  |
| 23 | 1973  | 23-28 janvier          | Omaha Nebraska International (États-Unis)                          | Dur (int.)      | Jimmy Connors     | 5-0, ab.                 |
| 24 | 1973  | 12-18 février          | Calgary Indoor Championships (Canada)                              | Moquette        | Paul Gerken       | 6-4, 7-6                 |
| 25 | 1973  | 19-25 mars             | * Washington Indoor Equity Open (États-Unis)                       | Moquette        | Jimmy Connors     | 4-6, 6-4, 6-2, 5-7, 6-2  |
| 26 | 1973  | 2-8 avril              | Barcelone Rothmans Championships (Espagne)                         | Terre battue    | Adriano Panatta   | 6-1, 3-6, 6-1, 6-2       |
| 27 | 1973  | 16-22 avril            | Monte Carlo Craven Championships (France)                          | Terre battue    | Björn Borg        | 6-4, 6-1, 6-2            |
| 28 | 1973  | 23-29 avril            | Madrid Rothmans Championships (Espagne)                            | Terre battue    | Adriano Panatta   | 6-3, 7-6, 5-7, 6-1       |
| 29 | 1973  | 30 avril-6 mai         | Florence Dunhill Championships (Italie)                            | Terre battue    | Adriano Panatta   | 6-3, 3-6, 0-6, 7-6, 6-4  |
| 30 | 1973  | 21 mai-3 juin          | Roland-Garros (France)                                             | Terre battue    | Nikola Pilić      | 6-3, 6-3, 6-0            |
| 31 | 1973  | 2-10 juin              | Rome Italian Championships (Italie)                                | Terre battue    | Manuel Orantes    | 6-1, 6-1, 6-1            |
| 32 | 1973  | 18-23 juin             | Tournoi de tennis du Queen's (Londres) Grass Court (Angleterre)    | Gazon           | Roger Taylor      | 9-8, 6-3                 |
| 33 | 1973  | 9-15 juillet           | Gstaad Swiss Open Championships (Suisse)                           | Terre battue    | Roy Emerson       | 6-4, 6-3, 6-3            |
| 34 | 1973  | 6-12 août              | Cincinnati Western Championships (États-Unis)                      | Dur             | Manuel Orantes    | 5-7, 6-3, 6-4            |
| 35 | 1973  | 8-14 octobre           | Barcelone Spanish Championships (Espagne)                          | Terre battue    | Manuel Orantes    | 2-6, 6-1, 8-6, 6-4       |
| 36 | 1973  | 29 oct-4 nov.          | Paris Indoor Jean Becker Open (France)                             | Moquette        | Stan Smith        | 4-6, 6-1, 3-6, 6-0, 6-2  |
| 37 | 1973  | 4-8 décembre           | Boston Masters (États-Unis)                                        | Moquette        | Tom Okker         | 6-3, 7-5, 4-6, 6-3       |
| 38 | 1974  | 29 janvier-3 février   | Richmond WCT Fidelity Tournament (États-Unis)                      | Moquette (ext.) | Tom Gorman        | 6-2, 6-3                 |
| 39 | 1974  | 11-17 mars             | Washington/WCT (États-Unis)                                        | Moquette        | Tom Okker         | 6-3, 6-3                 |
| 40 | 1974  | 20-26 mai              | Bournemouth Rothmans Open (Angleterre)                             | Terre battue    | Paolo Bertolucci  | 6-1, 6-3, 6-2            |
| 41 | 1974  | 9-15 septembre         | Cedar Grove Perspectus Classic (États-Unis)                        | Au              | Juan Gisbert      | 6-4, 7-6                 |
| 42 | 1974  | 7-13 octobre           | Madrid Melia Trophy (Espagne)                                      | Terre battue    | Björn Borg        | 6-4, 5-7, 6-2, 4-6, 6-4  |
| 43 | 1974  | 14-20 octobre          | Barcelone Spanish Open (Espagne)                                   | Terre battue    | Manuel Orantes    | 8-6, 9-7, 6-3            |
| 44 | 1975  | 7-13 avril             | Barcelone Catalunya Championships (Espagne)                        | Terre battue    | Juan Gisbert      | 6-1, 7-5, 6-2            |
| 45 | 1975  | 14-20 avril            | Valence Valencia International (Espagne)                           | Terre battue    | Manuel Orantes    | 6-3, 6-0                 |
| 46 | 1975  | 21-27 avril            | Madrid International (Espagne)                                     | Terre battue    | Manuel Orantes    | 7-6, 6-1, 2-6, 6-3       |
| 47 | 1975  | 19-25 août             | South Orange Tennis Week Open (États-Unis)                         | Terre battue    | Bob Hewitt        | 7-6, 6-1                 |
| 48 | 1975  | 30 nov-7 déc.          | Stockholm Masters (Suède)                                          | Dur (int.)      | Björn Borg        | 6-2, 6-2, 6-1            |
| 49 | 1976  | 14-18 janvier          | Atlanta/WCT Phoenix Cup (États-Unis)                               | Moquette        | Jeff Borowiak     | 6-2, 6-4                 |
| 50 | 1976  | 14-22 février          | Salisbury U.S. National Indoor (États-Unis)                        | Moquette        | Jimmy Connors     | 6-2, 6-3, 7-6            |
| 51 | 1976  | 16-21 mars             | La Costa Celebrity-Pro (États-Unis)                                | Dur             | Jimmy Connors     | 4-6, 6-0, 6-1            |
| 52 | 1976  | 26 avril-3 mai         | Honolulu/WCT Avis Challenge Cup (États-Unis)                       | Dur             | Arthur Ashe       | 6-3, 1-6, 6-7, 6-3, 6-1  |
| 53 | 1976  | 9-11 juillet           | Myrtle Beach Pepsi Grand Slam (États-Unis)                         | Terre battue    | Manuel Orantes    | 6-4, 6-3                 |
| 54 | 1976  | 23-29 août             | South Orange Tennis Week Open (États-Unis)                         | Terre battue    | Roscoe Tanner     | 6-4, 6-2                 |
| 55 | 1976  | 13-19 décembre         | Las Vegas/WCT Challenge Cup (États-Unis)                           | Dur             | Jimmy Connors     | 3-6, 7-6, 6-4, 7-5       |
| 56 | 1977  | 8-13 février           | Mexico/WCT Copa Old Spice (Mexique)                                | Dur             | Wojtek Fibak      | 4-6, 6-2, 7-6            |
| 57 | 1977  | 26 sep-2 oct.          | Aix-en-Provence Gold Racquet (France)                              | Terre battue    | Guillermo Vilas   | 6-1, 7-5 ab.             |
| 58 | 1978  | 27 février-5 mars      | Miami Coca Cola Tennis Classic (États-Unis)                        | Terre battue    | Tom Gullikson     | 6-3, 7-5                 |
| 59 | 1978  | 12-17 décembre         | Montego Bay/WCT Challenge Cup (Jamaïque)                           | Dur             | Peter Fleming     | 2-6, 5-6, 6-2, 6-4, 6-4  |

#### Titres en simple non recensés par l'ATP: 28
|    | Année | Date            | Nom et lieu du tournoi                                 | Surface        | Finaliste           | Score                   |
| -- | ----- | --------------- | ------------------------------------------------------ | -------------- | ------------------- | ----------------------- |
| 1  | 1967  | 10-16 avril     | Cannes - Cannes Carlton (France),                      | Terre battue   | Petre Marmureanu    | 7-5, 4-6, 6-2           |
| 2  | 1967  | 9-12 juillet    | Travemünde Germany International (Allemagne)           | Terre battue   | Jan Leschly         | 6-4, 6-3, 6-2           |
| 3  | 1968  | 13-19 août      | Viareggio International Championships (Italie)         | Terre battue   | Boro Jovanović      | 5-7, 8-6, 6-0, 6-3      |
| 4  | 1968  | 2-8 septembre   | Bucarest Romania Championships (Roumanie)              | Terre battue   | John Alexander      | 6-4, 11-9, 6-2          |
| 5  | 1969  | 1-5 janvier     | Madras Visakhapatnam International (Inde)              | ?              | Premjit Lall        | 4-6, 6-2, 6-3, 7-5      |
| 6  | 1969  | 6-12 janvier    | New Delhi Indian National Tennis (Inde)                | ?              | Premjit Lall        | 6-4, 6-2, 4-6, 6-4      |
| 7  | 1969  | 20-26 janvier   | Gauhati Assam International Tennis (Inde)              | ?              | Tadeusz Nowicki     | 6-4, 2-6, 6-1           |
| 8  | 1969  | 1-7 juillet     | Travemünde Germany International (Allemagne)           | Terre battue   | István Gulyás       | 6-2, 7-5, 1-6, 2-6, 6-4 |
| 9  | 1969  | 22-28 juillet   | La Corogne Galicia International (Espagne)             | Terre battue   | Manuel Orantes      | 4-6, 6-4, 6-2, 11-9     |
| 10 | 1969  | 12-18 août      | Budapest Hungary International (Hongrie)               | Terre battue   | István Gulyás       | 9-7, 6-4, 6-2           |
| 11 | 1969  | 14-20 octobre   | Denver Colorado Invitational (États-Unis)              | Moquette       | Stan Smith          | 6-4, 7-5                |
| 12 | 1970  | 27 avril-3 mai  | Naples International Championships (Italie)            | Terre battue   | Martin Mulligan     | 6-1, 4-6, 6-4, 6-3      |
| 13 | 1970  | 20-23 déc.      | Ancône Ancona Indoor Championships (Italie)            | Moquette       | Željko Franulović   | 6-1, 6-4                |
| 14 | 1971  | 26 jan-1er fév. | Omaha Nebraska International (États-Unis)              | Dur (int.)     | Cliff Richey        | 6-4, 6-3, 6-1           |
| 15 | 1971  | 3-9 août        | Istanbul Turkish International Championships (Turquie) | Terre battue ? | Andrew Pattison     | 6-4, 6-4, 11-9          |
| 16 | 1973  | 24-30 juillet   | Istanbul Turkish International Championships (Turquie) | Terre battue ? | Juan Gisbert        | 6-2, 3-6, 6-3, 6-2      |
| 17 | 1973  | 10-14 déc.      | Kingston Rothmans Tennis International (Jamaïque)      | Dur            | Brian Gottfried     | 6-1, 6-7, 6-3           |
| 18 | 1974  | 29 avril-5 mai  | Portland Downeast Classic (États-Unis)                 | Moquette       | Roger Taylor        | 4-6, 6-1, 6-4           |
| 19 | 1974  | 29 oct-1er nov. | Hilton Head/WITC (États-Unis)                          | Terre battue   | Björn Borg          | 7-6, 6-3                |
| 20 | 1975  | 1-5 octobre     | Utrecht Amro Invitational Round Robin (Pays-Bas)       | Moquette       | Marty Riessen (2)   | ?                       |
| 21 | 1975  | 20-23 octobre   | Hilton Head/WITC (États-Unis)                          | Terre battue   | Rod Laver           | 5-7, 7-6, 6-4           |
| 22 | 1975  | 22-23 novembre  | Graz Austria Indoor Invitational (Autriche)            | Moquette       | Tom Okker           | ?                       |
| 23 | 1975  | 25-29 novembre  | Helsinki Tennis Tournament Open (Finlande)             | Moquette       | Wojtek Fibak        | 7-5, 4-6, 6-2           |
| 24 | 1975  | 8-12 décembre   | Uppsala Swedish International Tournament (Suède)       | Moquette       | Wojtek Fibak        | 7-6, 7-5                |
| 25 | 1976  | 30 sep-3 oct.   | Caracas Round Robin Invitation (Venezuela)             | T              | Jimmy Connors (2)   | 6-3, 6-1                |
| 26 | 1976  | 28-30 octobre   | Buenos Aires The Obras 76 Round Robin (Argentine)      | Terre battue   | Guillermo Vilas (2) | 7-5, 7-6                |
| 27 | 1977  | 5-9 octobre     | Rotterdam World Star Pro Tennis (Pays-Bas)             | Moquette       | Vitas Gerulaitis    | 6-2, 6-2                |
| 28 | 1978  | 7-10 décembre   | Francfort Cup Invitational (Allemagne)                 | Moquette       | Vitas Gerulaitis    | 6-7, 6-3, 2-6, 6-1, 6-4 |

### Finales en simple perdues: 38
- (35 recensées par le site Web de l'ATP et 3* figurant dans l'ATP Player's Guide.)

|    | Année | Date              | Nom et lieu du tournoi                                    | Surface      | Vainqueur         | Score               |
| -- | ----- | ----------------- | --------------------------------------------------------- | ------------ | ----------------- | ------------------- |
| 1  | 1969  | 24-29 nov.        | Stockholm Open (Suède)                                    | Dur (int.)   | Nikola Pilić      | 6-4 4-6 6-2         |
| 2  | 1970  | 12-18 mai         | * Bruxelles Belgian Indoor Championships (Belgique)       | Moquette     | Tom Okker         | 6-3 6-4 0-6 4-6 6-4 |
| 3  | 1970  | 11-17 août        | Hambourg German Open (Allemagne)                          | Terre battue | Tom Okker         | 4-6 6-3 6-3 6-4     |
| 4  | 1971  | 23 fév-1er mars   | Macon Invitational (États-Unis)                           | Moquette     | Željko Franulović | 6-4 7-5 5-7 3-6 7-6 |
| 5  | 1971  | 3-9 mai           | * Madrid International (Espagne)                          | Terre battue | Ion Țiriac        | 7-5 6-1 6-0         |
| 6  | 1971  | 17-23 mai         | Bruxelles Belgian Indoor Championships (Belgique)         | Moquette     | Cliff Drysdale    | 6-0 6-1 7-5         |
| 7  | 1971  | 24 mai-6 juin     | Roland-Garros Internationaux de France de tennis (France) | Terre battue | Jan Kodeš         | 8-6 6-2 2-6 7-5     |
| 8  | 1971  | 25 nov-1er déc.   | Buenos Aires South American Open (Argentine)              | Terre battue | Željko Franulović | 6-3 7-6 6-1         |
| 9  | 1972  | 13-20 février     | Salisbury U.S. National Indoor (États-Unis)               | Dur (int.)   | Stan Smith        | 5-7 6-2 6-3 6-4     |
| 10 | 1972  | 28 fév-5 mars     | Hampton National Indoor Championships (États-Unis)        | Dur (int.)   | Stan Smith        | 6-3 6-2 6-7 6-4     |
| 11 | 1972  | 26 juin-9 juillet | Wimbledon Internationaux de Grande-Bretagne (Angleterre)  | Gazon        | Stan Smith        | 4-6 6-3 6-3 4-6 7-5 |
| 12 | 1972  | 10-16 juillet     | Bastad Swedish Open Championships (Suède)                 | Terre battue | Manuel Orantes    | 6-4 6-3 6-1         |
| 13 | 1973  | 26 fév-3 mars     | Hampton Coliseum Mall International (États-Unis)          | Dur (int.)   | Jimmy Connors     | 4-6 6-3 7-5 6-3     |
| 14 | 1973  | 7-12 mai          | Bournemouth British Hard Court (Angleterre)               | Terre battue | Adriano Panatta   | 6-8 7-5 6-3 8-6     |
| 15 | 1973  | 12-17 nov.        | Londres Dewar Cup (Angleterre)                            | Moquette     | Tom Okker         | 6-3 6-4             |
| 16 | 1974  | 11-17 février     | Toronto/WCT Rothmans Championships (Canada)               | Moquette     | Tom Okker         | 7-6 6-2             |
| 17 | 1974  | 4-10 mars         | Hampton Coliseum Mall International (États-Unis)          | Moquette     | Jimmy Connors     | 6-4 6-4             |
| 18 | 1974  | 8-14 avril        | Monte Carlo/WCT Open (France)                             | Terre battue | Andrew Pattison   | 5-7 6-3 6-4         |
| 19 | 1974  | 27 mai-2 juin     | Rome Italian Championships (Italie)                       | Terre battue | Björn Borg        | 6-3 6-4 6-2         |
| 20 | 1974  | 10-15 décembre    | Masters Melbourne (Australie)                             | Gazon        | Guillermo Vilas   | 7-6 6-2 3-6 3-6 6-4 |
| 21 | 1975  | 3-9 février       | Bâle Swiss Indoor (Suisse)                                | Moquette     | Jiří Hřebec       | 6-1 7-6 2-6 6-3     |
| 22 | 1975  | 31 mars-6 avril   | Tucson American Airlines Tennis (États-Unis)              | Dur          | John Alexander    | 7-5 6-2             |
| 23 | 1975  | 28 juillet-4 août | Louisville First National Tennis Classic (États-Unis)     | Terre battue | Guillermo Vilas   | 6-4 6-3             |
| 24 | 1975  | 11-17 août        | Toronto Canadian Open (Canada)                            | Dur          | Manuel Orantes    | 7-6 6-0 6-1         |
| 25 | 1976  | 25 jan-1er fév.   | Baltimore International (États-Unis)                      | Dur (int.)   | Tom Gorman        | 7-5 6-3             |
| 26 | 1976  | 8-14 mars         | Hampton Coliseum Mall International (États-Unis)          | Moquette     | Jimmy Connors     | 6-2 6-2 6-2         |
| 27 | 1976  | 30 mars-4 avril   | Caracas/WCT Altamira International (Venezuela)            | Terre battue | Raúl Ramírez      | 6-3 6-4             |
| 28 | 1976  | 20-25 avril       | Stockholm/WCT Opel Championships (Suède)                  | Moquette     | Wojtek Fibak      | 6-4 7-6             |
| 29 | 1976  | 21 juin-3 juillet | Wimbledon Internationaux de Grande-Bretagne (Angleterre)  | Gazon        | Björn Borg        | 6-4 6-2 9-7         |
| 30 | 1976  | 7-14 novembre     | Hong Kong Classic (Chine)                                 | Dur          | Ken Rosewall      | 1-6 6-4 7-6 6-0     |
| 31 | 1977  | 21-27 mars        | Rotterdam/WCT ABN World Tennis (Pays-Bas)                 | Moquette     | Dick Stockton     | 2-6 6-3 6-3         |
| 32 | 1977  | 19-23 avril       | Virginia Beach Classic (États-Unis)                       | Terre battue | Guillermo Vilas   | 6-2 4-6 6-2         |
| 33 | 1978  | 17-23 avril       | Houston/WCT River Oaks Bank (États-Unis)                  | Terre battue | Brian Gottfried   | 3-6 6-2 6-1         |
| 34 | 1978  | 10-16 juillet     | Forest Hills/WCT Invitational (États-Unis)                | Terre battue | Vitas Gerulaitis  | 6-2 6-0             |
| 35 | 1978  | 9-15 octobre      | Barcelone International of Spain (Espagne)                | Terre battue | Balázs Taróczy    | 1-6 7-5 4-6 6-3 6-4 |
| 36 | 1979  | 13-19 août        | Cleveland Gray International (États-Unis)                 | Dur          | Stan Smith        | 7-6 7-5             |
| 37 | 1981  | 16-22 mars        | Nancy Open de Lorraine (France)                           | Dur (int.)   | Pavel Složil      | 6-2 7-5             |
| 38 | 1981  | 16-22 nov.        | Bologne Italian Indoor Championships (Italie)             | Moquette     | Sandy Mayer       | 7-5 6-3             |

### Finale en simple non terminée ou annulée: 1
|   | Année | Date       | Nom et lieu du tournoi              | Surface | Adversaire    | Score                                     |
| 1 | 1976  | 14-20 juin | Nottingham John Player (Angleterre) | Gazon   | Jimmy Connors | Finale annulée pour cause de forte pluie. |

### Finales en simple perdues non recensées par l'ATP: 18
|    | Année | Date            | Nom et lieu du tournoi                             | Surface      | Vainqueur         | Score               |
| -- | ----- | --------------- | -------------------------------------------------- | ------------ | ----------------- | ------------------- |
| 1  | 1967  | 13-19 mars      | Alexandrie International of Egypt (Égypte)         | Terre battue | Jaime Pinto Bravo | 9-7 2-6 6-8 6-3 7-5 |
| 2  | 1967  | 3-9 avril       | Cannes - Cannes L.T.C. (France)                    | Terre battue | Jan Kodeš         | 6-0 6-1             |
| 3  | 1967  | 9-13 août ?     | Riccione Rimini Championships (Italie)             | Terre battue | Ion Țiriac        | 8-6 9-7 8-6         |
| 4  | 1968  | 3-7 avril ?     | Rome Parioli Championships (Italie)                | Terre battue | Ion Țiriac        | 9-7 6-3 6-4         |
| 5  | 1968  | 30 avril-5 mai  | Reggio de Calabre International (Italie)           | Terre battue | Marty Riessen     | 3-6 3-6 6-3 6-4 6-2 |
| 6  | 1969  | 14-20 avril     | Palerme Sicily Championships (Italie)              | Terre battue | Ion Țiriac        | 4-6 6-0 6-2 2-6 6-2 |
| 7  | 1970  | 6-12 avril      | Palerme Sicily Championships (Italie)              | Terre battue | István Gulyás     | 6-1 6-4 6-4         |
| 8  | 1975  | 13-14 septembre | Charlotte The Carolinas International (États-Unis) | Terre battue | Vijay Amritraj    | 3-6 7-5 6-4         |
| 9  | 1976  | 14-16 septembre | Guadalajara Jalisco Tennis Invitational (Mexique)  | Terre battue | Björn Borg (1)    | 6-3 7-5             |
| 10 | 1976  | 17-19 septembre | Mexico Marlboro Tennis Invitational (Mexique)      | Terre battue | Björn Borg (1)    | 7-6 0-6 6-1         |
| 11 | 1977  | 23-28 août      | Rye (Wetschester Country Club) (États-Unis)        | Terre battue | Guillermo Vilas   | 6-2 6-0             |
| 12 | 1977  | 28-30 octobre   | Caracas The Super Tennis 77 (Venezuela)            | Terre battue | Guillermo Vilas   | 6-2 6-2             |
| 13 | 1977  | 24-28 novembre  | Tokyo Gunze Invitation (Japon)                     | Moquette     | Ken Rosewall      | 4-6 7-6 6-4         |
| 14 | 1978  | 21-26 novembre  | Tokyo Gunze Invitation (Japon)                     | Moquette     | Jimmy Connors     | 6-2 6-4             |
| 15 | 1979  | 25-26 juillet   | Aix-en-Provence Invitational Tournament (France)   | Dur          | Guillermo Vilas   | 6-4 6-4             |
| 16 | 1979  | 25-26 septembre | Essen Gruga Hall International (Allemagne)         | Terre battue | Björn Borg        | 6-1 6-4             |
| 17 | 1980  | 24-30 novembre  | Dubaï Golden Tennis Tournament (Dubaï)             | Dur          | Wojtek Fibak      | 3-6 7-6 6-4         |
| 18 | 1981  | 26-30 août      | White Plains AMF Head Cup (États-Unis)             | Dur          | Ivan Lendl        | Forfait             |

### Titres en double: 55
- (45 recensés par le site Web de l'ATP, *7 figurant dans l'ATP Player's Guide et **1 figurant sur le site Web de l'ITF.)

|    | Année | Nom et lieu du tournoi                                  | Surface      | Partenaire        | Finalistes                            | Score                   |
| -- | ----- | ------------------------------------------------------- | ------------ | ----------------- | ------------------------------------- | ----------------------- |
| 1  | 1969  | ** Bastad (Suède)                                       | Terre battue | Ion Țiriac        | Manuel Orantes Manuel Santana         | 6-3 6-4                 |
| 2  | 1970  | Philadelphie (États-Unis)                               | Moquette     | Ion Țiriac        | Arthur Ashe Dennis Ralston            | 6-4 6-3                 |
| 3  | 1970  | Rome (Italie)                                           | Terre battue | Ion Țiriac        | Bill Bowrey Owen Davidson             | 0-6 10-8 6-3 6-8 6-1    |
| 4  | 1970  | * Bruxelles (Belgique)                                  | Moquette     | Ion Țiriac        | Bill Bowrey Marty Riessen             | ?                       |
| 5  | 1970  | Internationaux de France de tennis French Open (France) | Terre battue | Ion Țiriac        | Arthur Ashe Charlie Pasarell          | 6-2 6-4 6-3             |
| 6  | 1970  | Cincinnati (États-Unis)                                 | Terre battue | Ion Țiriac        | Bob Hewitt Frew McMillan              | 6-3 6-4                 |
| 7  | 1971  | Hampton (États-Unis)                                    | Dur (int.)   | Ion Țiriac        | Clark Graebner Thomaz Koch            | 6-4 4-6 7-5             |
| 8  | 1971  | * Nice (France)                                         | Terre battue | Ion Țiriac        | Pierre Barthes François Jauffret      | 6-3 6-3                 |
| 9  | 1971  | Monte Carlo (Monaco)                                    | Terre battue | Ion Țiriac        | Tom Okker Roger Taylor                | 1-6 6-3 6-3 8-6         |
| 10 | 1971  | * Bastad (Suède)                                        | Terre battue | Ion Țiriac        | Jaime Pinto Bravo Butch Seewagen      | 7-6 6-1                 |
| 11 | 1971  | Buenos Aires (Argentine)                                | Terre battue | Željko Franulović | Patricio Cornejo Jaime Fillol         | 6-4 6-4                 |
| 12 | 1972  | * Omaha (États-Unis)                                    | Dur (int.)   | Ion Țiriac        | Andrés Gimeno Manuel Orantes          | ?                       |
| 13 | 1972  | Kansas City (États-Unis)                                | Moquette     | Ion Țiriac        | Andrés Gimeno Manuel Orantes          | 6-7 6-4 7-6             |
| 14 | 1972  | Hampton (États-Unis)                                    | Dur (int.)   | Ion Țiriac        | Andrés Gimeno Manuel Orantes          | 7-5 7-5                 |
| 15 | 1972  | Madrid (Espagne)                                        | Terre battue | Stan Smith        | Andrés Gimeno Manuel Orantes          | 6-3 6-4 6-4             |
| 16 | 1972  | Rome (Italie)                                           | Terre battue | Ion Țiriac        | Lew Hoad Frew McMillan                | 3-6 3-6 6-4 6-3 5-3 ab. |
| 17 | 1972  | Hambourg (Allemagne)                                    | Terre battue | Jan Kodeš         | Bob Hewitt Frew McMillan              | 4-6 6-0 3-6 6-2 6-2     |
| 18 | 1972  | Toronto (Canada)                                        | Terre battue | Ion Țiriac        | Jan Kodeš Jan Kukal                   | 7-6 6-3                 |
| 19 | 1973  | Calgary (Canada)                                        | Moquette     | Mike Estep        | Szabolcz Baranyi Péter Szőke          | 6-7 7-5 6-3             |
| 20 | 1973  | Salisbury (États-Unis)                                  | Dur (int.)   | Clark Graebner    | Jürgen Fassbender Juan Gisbert        | 2-6 6-4 6-3             |
| 21 | 1973  | Hampton (États-Unis)                                    | Dur (int.)   | Clark Graebner    | Jimmy Connors Ion Țiriac              | 6-2 6-1                 |
| 22 | 1973  | Monte Carlo (Monaco)                                    | Terre battue | Juan Gisbert      | Georges Goven Patrick Proisy          | 6-2 6-2 6-2             |
| 23 | 1973  | * Madrid (Espagne)                                      | Terre battue | Rolf Norberg      | Juan Gisbert Manuel Orantes           | ?                       |
| 24 | 1973  | * Bournemouth (Angleterre)                              | Terre battue | Juan Gisbert      | Adriano Panatta Ion Țiriac            | 6-4 8-6                 |
| 25 | 1973  | Wimbledon (Angleterre)                                  | Gazon        | Jimmy Connors     | John Cooper Neale Fraser              | 3-6 6-3 6-4 8-9 6-1     |
| 26 | 1973  | South Orange (États-Unis)                               | Dur          | Jimmy Connors     | Pancho Gonzales Tom Gorman            | 6-7 6-3 6-2             |
| 27 | 1973  | Barcelone (Espagne)                                     | Terre battue | Tom Okker         | Antonio Muñoz Manuel Orantes          | 4-6 6-3 6-2             |
| 28 | 1973  | Madrid (Espagne)                                        | Terre battue | Tom Okker         | Robert Carmichael Frew McMillan       | 6-3 6-0                 |
| 29 | 1973  | Paris Indoor (France)                                   | Dur (int.)   | Juan Gisbert      | Arthur Ashe Roscoe Tanner             | 6-2 4-6 7-5             |
| 30 | 1973  | Stockholm (Suède)                                       | Dur (int.)   | Jimmy Connors     | Robert Carmichael Frew McMillan       | 6-3 6-7 6-2             |
| 31 | 1974  | Bournemouth (Angleterre)                                | Terre battue | Juan Gisbert      | Corrado Barazzutti Paolo Bertolucci   | 6-4 6-2 6-0             |
| 32 | 1974  | Indianapolis (États-Unis)                               | Terre battue | Jimmy Connors     | Jürgen Fassbender Hans-Jürgen Pohmann | 6-7 6-3 6-4             |
| 33 | 1974  | Barcelone (Espagne)                                     | Terre battue | Juan Gisbert      | Manuel Orantes Guillermo Vilas        | 3-6 6-0 6-2             |
| 34 | 1974  | Londres Dewar Cup (Angleterre)                          | Moquette     | Jimmy Connors     | Brian Gottfried Raúl Ramírez          | 3-6 7-6 6-3             |
| 35 | 1975  | Salisbury (États-Unis)                                  | Moquette     | Jimmy Connors     | Jan Kodeš Roger Taylor                | 7-6 6-2                 |
| 36 | 1975  | South Orange (États-Unis)                               | Terre battue | Jimmy Connors     | Dick Crealy John Lloyd                | 6-2 6-3                 |
| 37 | 1975  | US Open (Forest Hills) (États-Unis)                     | Terre battue | Jimmy Connors     | Tom Okker Marty Riessen               | 6-4 7-6                 |
| 38 | 1975  | * Hamilton (Bermudes)                                   | Terre battue | Jimmy Connors     | Vitas Gerulaitis Sandy Mayer          | ?                       |
| 39 | 1975  | Madrid (Espagne)                                        | Terre battue | Jan Kodeš         | Juan Gisbert Manuel Orantes           | 7-6 4-6 9-7             |
| 40 | 1976  | Stockholm/WCT (Suède)                                   | Moquette     | Alex Metreveli    | Tom Okker Adriano Panatta             | 6-4 7-5                 |
| 41 | 1977  | Saint Louis/WCT (États-Unis)                            | Moquette     | Adriano Panatta   | Vijay Amritraj Dick Stockton          | 6-4 3-6 7-6             |
| 42 | 1977  | Londres/WCT (Angleterre)                                | Dur (int.)   | Adriano Panatta   | Mark Cox Eddie Dibbs                  | 7-6 6-7 6-3             |
| 43 | 1977  | Houston/WCT (États-Unis)                                | Dur          | Adriano Panatta   | John Alexander Phil Dent              | 6-3 6-4                 |
| 44 | 1977  | Aix-en-Provence (France)                                | Terre battue | Ion Țiriac        | Patrice Dominguez Rolf Norberg        | 1-6 7-5 6-3 6-3         |
| 45 | 1979  | Sarasota (États-Unis)                                   | Moquette     | Steve Krulevitz   | John James Keith Richardson           | 7-6 6-3                 |
| 46 | 1979  | Monte Carlo (Monaco)                                    | Terre battue | Raúl Ramírez      | Víctor Pecci Balázs Taróczy           | 6-3 6-4                 |
| 47 | 1979  | Cincinnati (États-Unis)                                 | Dur          | Brian Gottfried   | Robert Lutz Stan Smith                | 1-6 6-3 7-6             |
| 48 | 1979  | Atlanta (États-Unis)                                    | Dur          | Raymond Moore     | Steve Docherty Eliot Teltscher        | 6-4 6-2                 |
| 49 | 1979  | Tel-Aviv (Israël)                                       | Dur          | Tom Okker         | Mike Cahill Colin Dibley              | 7-5 6-4                 |
| 50 | 1981  | Nancy (France)                                          | Dur (int.)   | Adriano Panatta   | John Feaver Jiří Hřebec               | 6-4 2-6 6-4             |
| 51 | 1981  | Bâle (Suisse)                                           | Dur (int.)   | José Luis Clerc   | Markus Günthardt Pavel Složil         | 7-6 6-7 7-6             |
| 52 | 1981  | Paris Indoor (France)                                   | Dur (int.)   | Yannick Noah      | Andrew Jarrett Jonathan Smith         | 6-4 6-4                 |
| 53 | 1982  | San Benedetto 1 (Italie)                                | Terre battue | Florin Segarceanu | Gianni Marchetti Enzo Vattuone        | 5-7 7-6 7-6             |
| 54 | 1983  | Koweït City 1 (Koweït)                                  | Dur          | Vijay Amritraj    | Broderick Dyke Rod Frawley            | 6-3 3-6 6-2             |
| 55 | 1985  | Tel-Aviv (Israël)                                       | Dur          | Brad Gilbert      | Michael Robertson Florin Segarceanu   | 6-3 6-2                 |

- 1 : Tournoi Challenger

### Finales en double perdues: 41
- (35 recensées par le site Web de l'ATP, *5 figurant dans l'ATP Player's Guide et **1 figurant sur le site Web de l'ITF.)

|    | Année | Nom et lieu du tournoi                      | Surface      | Partenaire        | Vainqueurs                               | Score               |
| -- | ----- | ------------------------------------------- | ------------ | ----------------- | ---------------------------------------- | ------------------- |
| 1  | 1969  | ** Barranquilla (Colombie)                  | Terre battue | Željko Franulović | Thomaz Koch José Edison Mandarino        | 14-12 3-6 6-2 6-2   |
| 2  | 1970  | * Macon (États-Unis)                        | Moquette     | Ion Țiriac        | Terry Addison Robert Carmichael          | ?                   |
| 3  | 1970  | * Londres Indoor (Angleterre)               | Moquette     | Ion Țiriac        | Arthur Ashe Stan Smith                   | ?                   |
| 4  | 1970  | Washington (États-Unis)                     | Dur          | Ion Țiriac        | Bob Hewitt Frew McMillan                 | 7-5 6-0             |
| 5  | 1970  | Indianapolis (États-Unis)                   | Terre battue | Ion Țiriac        | Arthur Ashe Clark Graebner               | 2-6 6-4 6-4         |
| 6  | 1970  | * Tournoi de tennis de Wembley (Angleterre) | Moquette     | Ion Țiriac        | Ken Rosewall Stan Smith                  | 6-4 6-3 6-2         |
| 7  | 1971  | Palerme (Italie)                            | Terre battue | Ion Țiriac        | Pierre Barthes Georges Goven             | 6-2 6-3             |
| 8  | 1971  | Bruxelles (Belgique)                        | Terre battue | Ion Țiriac        | Tom Okker Marty Riessen                  | Pluie1              |
| 9  | 1972  | Los Angeles (États-Unis)                    | Dur (int.)   | Ion Țiriac        | Jim McManus Jim Osborne                  | 6-2 5-7 6-4         |
| 10 | 1972  | Nice (France)                               | Terre battue | Frew McMillan     | Jan Kodeš Stan Smith                     | 6-3 3-6 7-5         |
| 11 | 1972  | Bornemouth (Angleterre)                     | Terre battue | Ion Țiriac        | Bob Hewitt Frew McMillan                 | 7-5 6-2             |
| 12 | 1972  | * Bastad (Suède)                            | Terre battue | Neale Fraser      | Juan Gisbert Manuel Orantes              | ?                   |
| 13 | 1972  | Barcelone (Espagne)                         | Terre battue | Frew McMillan     | Juan Gisbert Manuel Orantes              | 6-3 3-6 6-4         |
| 14 | 1973  | * Washington Indoor (États-Unis)            | Moquette     | Jimmy Connors     | Jürgen Fassbender Karl Meiler            | ?                   |
| 15 | 1973  | Florence (Italie)                           | Terre battue | Juan Gisbert      | Paolo Bertolucci Adriano Panatta         | 6-3 6-4             |
| 16 | 1973  | Internationaux de France de tennis (France) | Terre battue | Jimmy Connors     | John Newcombe Tom Okker                  | 6-1 3-6 6-3 5-7 6-4 |
| 17 | 1973  | Los Angeles (États-Unis)                    | Dur          | Jimmy Connors     | Jan Kodeš Vladimír Zedník                | 6-2 6-4             |
| 18 | 1974  | Rotterdam/WCT (Pays-Bas)                    | Moquette     | Pierre Barthes    | Bob Hewitt Frew McMillan                 | 3-6 6-4 6-3         |
| 19 | 1974  | Munich/WCT (Allemagne)                      | Moquette     | Pierre Barthes    | Bob Hewitt Frew McMillan                 | 6-2 7-6             |
| 20 | 1975  | Rome (Italie)                               | Terre battue | Jimmy Connors     | Brian Gottfried Raúl Ramírez             | 6-4 7-6 2-6 6-1     |
| 21 | 1975  | Toronto (Canada)                            | Dur          | Jan Kodeš         | Cliff Drysdale Raymond Moore             | 6-4 5-7 7-6         |
| 22 | 1975  | Paris Indoor (France)                       | Dur (int.)   | Tom Okker         | Wojtek Fibak Karl Meiler                 | 6-4 7-6             |
| 23 | 1975  | Londres (Dewar Cup) (Angleterre)            | Moquette     | Jimmy Connors     | Wojtek Fibak Karl Meiler                 | 6-1 7-5             |
| 24 | 1976  | Baltimore (États-Unis)                      | Moquette     | Cliff Richey      | Bob Hewitt Frew McMillan                 | 3-6 7-6 6-4         |
| 25 | 1976  | Toronto Indoor/WCT (Canada)                 | Moquette     | Alex Metreveli    | Jaime Fillol Frew McMillan               | 6-7 6-2 6-3         |
| 26 | 1976  | Caracas/WCT (Venezuela)                     | Terre battue | Jeff Borowiak     | Brian Gottfried Raúl Ramírez             | 7-5 6-4             |
| 27 | 1976  | South Orange (États-Unis)                   | Terre battue | Vitas Gerulaitis  | Fred McNair Marty Riessen                | 7-5 4-6 6-2         |
| 28 | 1976  | Hong Kong (Chine)                           | Dur          | Anand Amritraj    | Hank Pfister Butch Walts                 | 6-4 6-2             |
| 29 | 1977  | Mexico/WCT (Mexique)                        | Dur          | Adriano Panatta   | Wojtek Fibak Tom Okker                   | 6-2 6-3             |
| 30 | 1977  | Paris (France)                              | Terre battue | Ion Țiriac        | Christophe Roger-Vasselin Jacques Thamin | 6-2 4-6 6-3         |
| 31 | 1978  | Monte Carlo (Monaco)                        | Terre battue | Jaime Fillol      | Peter Fleming Tomáš Šmíd                 | 6-4 7-5             |
| 32 | 1979  | Londres/WCT (Angleterre)                    | Moquette     | Sherwood Stewart  | Peter Fleming John McEnroe               | 3-6 6-2 6-3 6-1     |
| 33 | 1979  | Birmingham (États-Unis)                     | Moquette     | Tom Okker         | Stan Smith Dick Stockton                 | 6-2 6-3             |
| 34 | 1979  | Johannesburg (Afrique du Sud)               | Dur          | Raymond Moore     | Colin Dowdeswell Heinz Günthardt         | 6-3 7-6             |
| 35 | 1979  | Rome (Italie)                               | Terre battue | José Luis Clerc   | Peter Fleming Tomáš Šmíd                 | 4-6 6-1 7-5         |
| 36 | 1980  | Birmingham (États-Unis)                     | Moquette     | José Luis Clerc   | Wojtek Fibak Tom Okker                   | 6-3 6-3             |
| 37 | 1980  | Stowe (États-Unis)                          | Dur          | Ferdi Taygan      | Robert Lutz Bernard Mitton               | 6-4 6-3             |
| 38 | 1982  | Bornemouth (Angleterre)                     | Terre battue | Henri Leconte     | Paul McNamee Buster C Mottram            | 3-6 7-6 6-3         |
| 39 | 1982  | Venise (Italie)                             | Terre battue | José Luis Clerc   | Carlos Kirmayr Cássio Motta              | 6-4 6-2             |
| 40 | 1983  | Caracas (Venezuela)                         | Dur          | Andrés Gómez      | Jaime Fillol Stan Smith                  | 6-7 6-4 6-3         |
| 41 | 1984  | Stockholm (Suède)                           | Dur (int.)   | Vijay Amritraj    | Henri Leconte Tomáš Šmíd                 | 3-6 7-6 6-4         |

- 1 Finale annulée

## Classement ATP en fin de saison
| Saison | 1973 | 1974 | 1975 | 1976 | 1977 | 1978 | 1979 | 1980 | 1981 | 1982 | 1983 | 1984 | 1985 |
| ------ | ---- | ---- | ---- | ---- | ---- | ---- | ---- | ---- | ---- | ---- | ---- | ---- | ---- |
| Rang   | 1    | 10   | 7    | 3    | 9    | 16   | 49   | 81   | 74   | 86   | 118  | 202  | 431  |